# Marcelo Pereira
Marcelo Pereira est un footballeur international hondurien né le 27 mai 1995 à Tegucigalpa. Il évolue au poste de défenseur au CD Motagua.

## Biographie

### En équipe nationale
Avec les moins de 20 ans, il participe à la Coupe du monde des moins de 20 ans en 2015. Lors du mondial junior, il joue deux matchs, contre l'Ouzbékistan et les Fidji.
Il participe ensuite avec la sélection olympique aux Jeux olympiques d'été de 2016 organisés au Brésil. Lors du tournoi olympique, il est titulaire indiscutable et joue six matchs. Il inscrit deux buts, contre l'Algérie et le Nigeria. Le Honduras rate de peu la médaille de bronze.
Il reçoit sa première sélection en équipe du Honduras le 3 novembre 2016, en amical contre le Belize. Le Honduras s'impose sur le large score de 5-0 à domicile.

## Palmarès
- Champion du Honduras en 2016 (A), 2017 (C) avec le CD Motagua